# Pauline Déroulède
Pauline Déroulède, née le 30 décembre 1990 à Paris, est une joueuse de tennis handisport française, professionnelle depuis 2019, et militante de la sécurité routière.

## Biographie
À 27 ans, Pauline Déroulède est victime d'un accident en octobre 2018. Elle est fauchée sur un trottoir parisien, percutée avec d'autres personnes par le véhicule d'un conducteur âgé de 92 ans. Sa jambe gauche est arrachée dans le choc,. L'absence de trace de freinage a pu suggérer un malaise ou une confusion de pédales. Le procès n'aura jamais lieu, le conducteur étant décédé trois ans après.
Après près d'un an d'hospitalisation et de rééducation, Pauline Déroulède devient joueuse professionnelle de tennis en fauteuil et conférencière. Elle milite non seulement pour la reconnaissance des personnes handicapées en participant à des émissions de télévision (notamment Un air d'Enfoirés ou la saison 10 de Danse avec les stars) mais également pour un projet de loi qui consisterait à passer des contrôles d'aptitude à la conduite,. Avant l'accident, elle a exercé dans la production audiovisuelle et a aussi été professeure de tennis.
Championne de France en 2021, 2022, 2023 et vice championne en 2024, elle fait ses débuts en Grand Chelem avec une invitation lors de l'US Open en 2022.
En 2021, Pauline Déroulède est décorée de la Médaille de Chevalier de l'Ordre National du Mérite par Sophie Cluzel au Stade Roland Garros, en présence de ses proches et d'Amélie Oudéa-Castera, Directrice Générale de la Fédération Française de Tennis.
Elle est candidate aux élections sénatoriales de 2023 sur la liste du dissident LR Pierre Charon.
Devenue n° 1 française et 13e mondiale, elle participe à ses premiers Jeux Paralympiques à Paris 2024, pour lesquels elle a porté la flamme quelques jours plus tôt. Elle est éliminée au 1er tour par la colombienne Angelica Bernal.
En 2021, elle est chroniqueuse sur la chaîne L'Équipe pour les JO de Tokyo.
En octobre 2024, elle intègre l'émission Le Mag de la Santé animée par Jimmy Mohamed sur France 5, tout en poursuivant ses entraînements et ses compétitions de tennis-fauteuil.

## Famille
Elle est la compagne de Typhaine Lacroix, qui donne naissance à leur fille en 2022. Elle est une descendante de Paul Déroulède.